# Емануель Чучков
Емануель Чучков (мак. Емануел Чучков; 14 [27] листопада 1901, Штип — 1 вересня 1967, Скоп'є) — югославський та македонський політичний і науковий діяч, перший прем'єр-міністр югославської Македонії.

## Біографія
Народився 27 листопада (14 за старим стилем) 1901 року в Штипі. Закінчив початкову школу Штипа і середню школу Скоп'є, вступив у Белградський університет на факультет філософії. Закінчив його в 1925 році, займаючись у групі студентів географії (антропогеографія та фізична географія, етнологія та етнографія, історія і слов'янська філологія). Перший доктор географічних наук зі Штипа.
У молодості належав до македонської революційної організації ВМРО. У роки Народно-визвольної війни служив у партизанських загонах Македонії. 2 серпня 1944 року на Першому з'їзді Антифашистських зборів народного визволення Македонії його обрано заступником голови зборів. 30 серпня 1944 року увійшов до складу Національного комітету визволення Югославії як представник Македонії, зайнявши посаду керівника комітету з внутрішніх справ Македонії. 7 березня 1945 року обраний прем'єр-міністром Народної Республіки Македонії в складі перехідного уряду, але вже через місяць, 6 квітня, відсторонений від управління за звинуваченням у підтримці сепаратистів.
Після війни займав посаду директора Народної бібліотеки міста Скоп'є. Як музикознавець і етнолог, у 1947 році заснував школу народної художньої творчості «Македонський фольклор». У 1949 році також зайняв посаду керівника державного ансамблю народних пісень і танців «Танець». Паралельно викладав в університеті Скоп'є на факультеті економіки.
Помер 1 вересня 1967 року в Скоп'є. За життя нагороджений Орденом національного визволення.